# Caledonia (condado de Columbia, Wisconsin)
Caledonia es un pueblo ubicado en el condado de Columbia en el estado estadounidense de Wisconsin. En el Censo de 2010 tenía una población de 1.378 habitantes y una densidad poblacional de 8,36 personas por km².

## Geografía
Caledonia se encuentra ubicado en las coordenadas 43°28′10″N 89°33′3″O / 43.46944, -89.55083. Según la Oficina del Censo de los Estados Unidos, Caledonia tiene una superficie total de 164.87 km², de la cual 149.54 km² corresponden a tierra firme y (9.3%) 15.33 km² es agua.

## Demografía
Según el censo de 2010, había 1.378 personas residiendo en Caledonia. La densidad de población era de 8,36 hab./km². De los 1.378 habitantes, Caledonia estaba compuesto por el 97.61% blancos, el 0.51% eran afroamericanos, el 0.58% eran amerindios, el 0% eran asiáticos, el 0% eran isleños del Pacífico, el 0.58% eran de otras razas y el 0.73% pertenecían a dos o más razas. Del total de la población el 1.52% eran hispanos o latinos de cualquier raza.